# Гентін
Гентін (нім. Genthin) — місто в центральній Німеччині, розташоване в Саксонія-Ангальті. Гентін розташований на Ельба-Хафель канал, близько 50 км на північний схід від Магдебурга, і за 27 км на захід від Бранденбурга. Входить до складу району Єріхов.
Площа — 230,72 км2. Населення становить 13 402 ос. (станом на 31 грудня 2021).
Гентін є містом колективного самоврядування.
У місті народився генерал-фельдмаршал Вермахту Вальтер Модель.

## Галерея

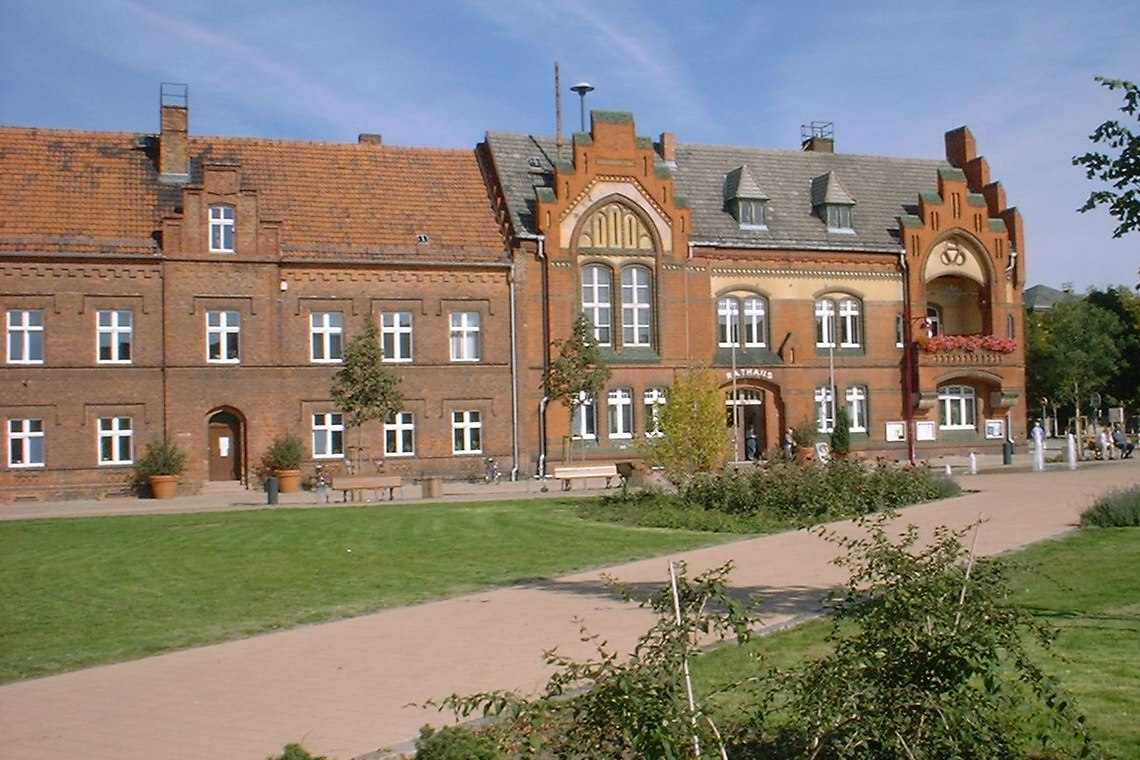
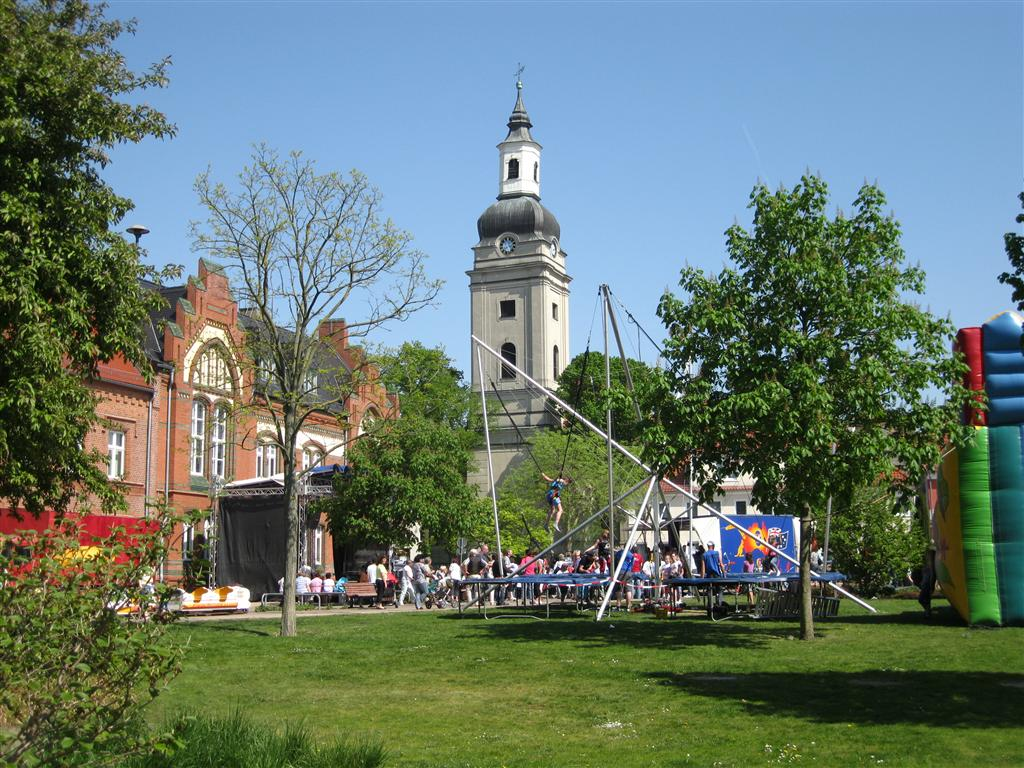
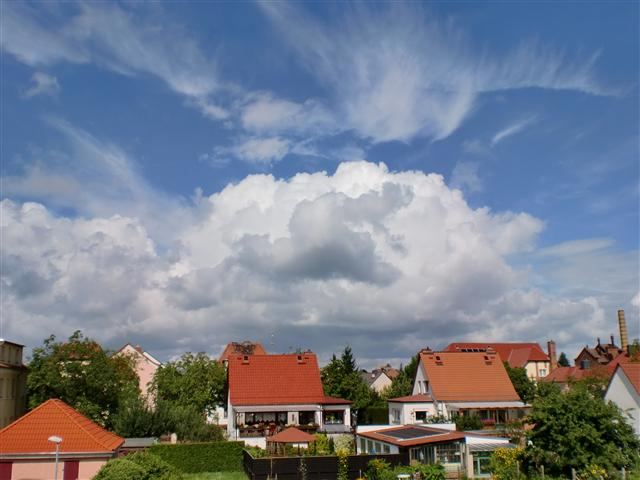
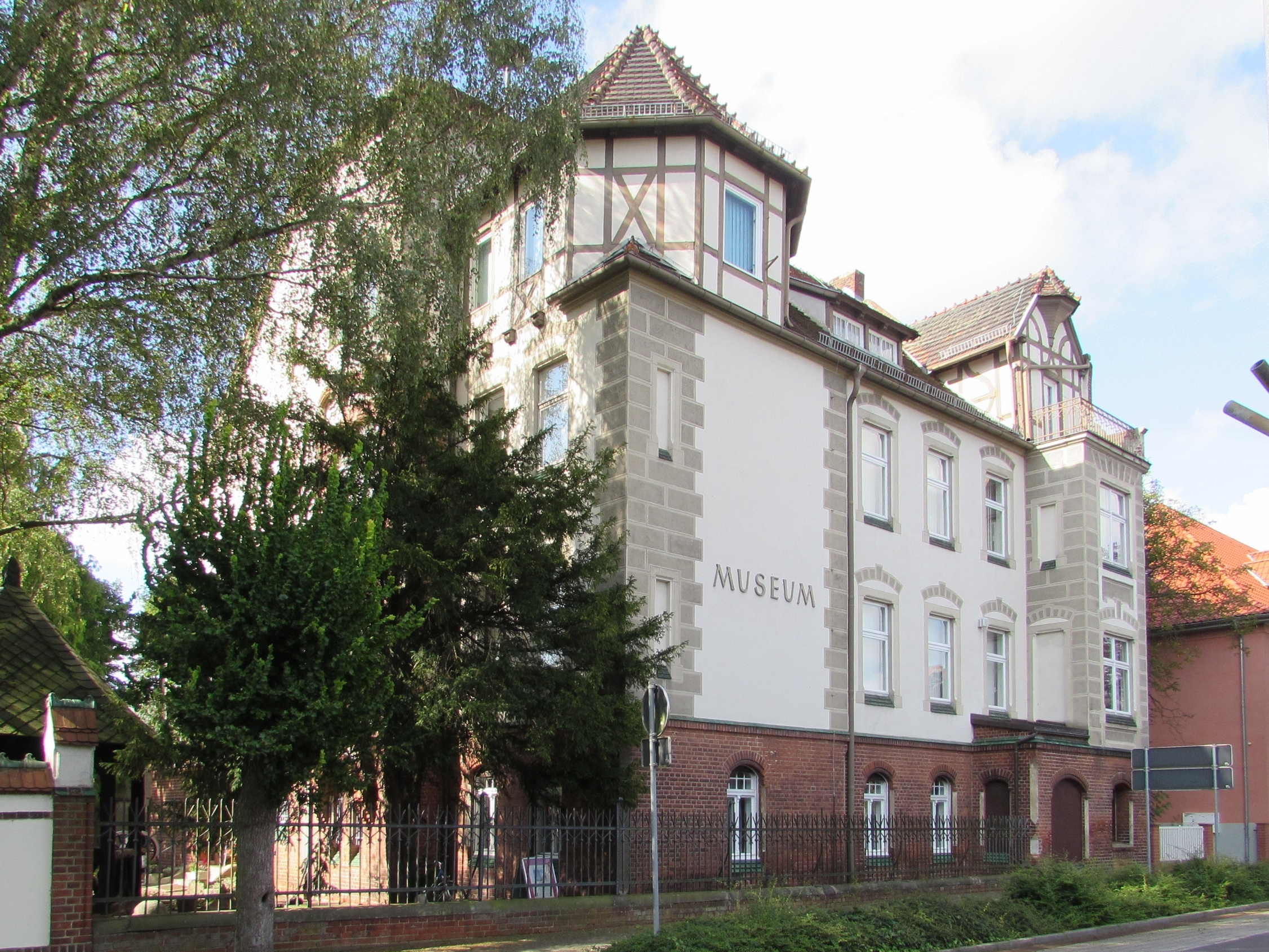
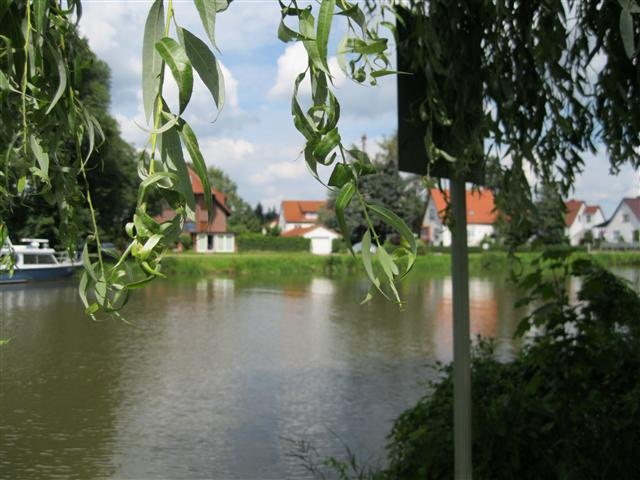
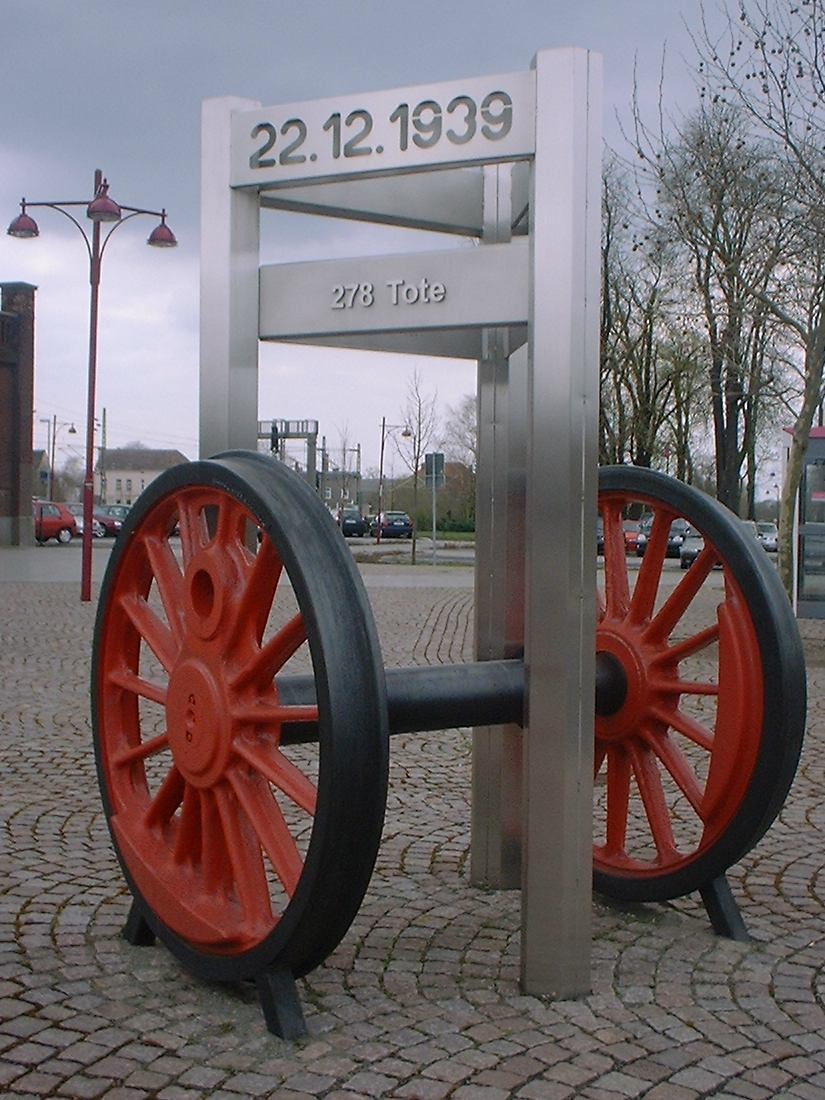